# Lacul Como
Lacul Como (În antichitate: Lacus Larius) este un lac natural prealpin de origine glaciară situat în regiunea Lombardia, din nordul Italiei, la o altitudine de 199 m, într-o depresiune înconjurată de munți de granit și calcar. Acesta se află la o distanță de aproximativ 45 km de Milano.

## Geografie
Lacul Como este alcătuit din trei segmente bine definite: Brațul Colico, Brațul Como și Brațul Lecco. Pe suprafața ocupată de lacul Como pot fi deosebite trei areale geografice. Țărmurile sudice, până la localitatea Lenno, sunt dens populate. Zona centrală este ocupată de dealuri. La nord, între Acquaseria și Sorico, se ridică munți cu înălțimi de peste 2000 de metri. 

## Istorie
În Evul mediu timpuriu, cronicarul și poetul Paulus Diaconus descria Lacul Como ca pe una dintre minunile naturii din Italia. Lacul, numit Larius pe vremea Imperiului Roman (de unde provine a doua denumire a lacului Lario), a fost slăvit de însuși Virgiliu.
În secolul al XIX-lea, împrejurimile lacului au stârnit interesul englezilor, care au construit aici vile superbe.